# Stenaelurillus kronestedti
Stenaelurillus kronestedti är en spindelart som beskrevs av Próchniewicz, Heciak 1994. Stenaelurillus kronestedti ingår i släktet Stenaelurillus och familjen hoppspindlar. Inga underarter finns listade i Catalogue of Life.